# 今羽町
今羽町（こんばちょう）は、埼玉県さいたま市北区の町丁。現行行政地名は今羽町のみで、丁目の設定はない。住居表示未実施地区。郵便番号は331-0801。本項では、今羽町の前身である大字今羽（こんば）と、その前身である今羽村（こんばむら）についても述べる。

## 地理
さいたま市北区北東部の大宮台地上に位置する。東側で上尾市原市や東大宮に、南側で本郷町に、西側から北側にかけて吉野町に隣接する。芝川に並行する市道を境に東側は市街化調整区域、西側は市街化区域に指定されている。近隣にニューシャトルの駅が設置されているものの、開発はあまり進んでおらず、生産緑地地区としての農地が目立つ。東側および南側に見られる芝川都市下水路周辺の沖積平野はかつての見沼の北端にあたり、隣接する原市地区同様に荒れ地が残る。湿地帯を埋め立てさいたま市立泰平小学校、さいたま市立泰平中学校などの学校用地に使われている場所もある。都市計画道路宮原駅前通線が宮原駅東交差点から今羽町団地の西を通り、県営砂団地の北側を経て第二産業道路へつながるよう計画されていたが、2013年3月1日に廃止された。
古戦場跡である吉野原合戦（舟橋合戦）の跡が北東端の舟橋周辺に所在する。

### 地価
住宅地の地価は、2015年（平成27年）1月1日の公示地価によれば、今羽町250番10の地点で9万8000円/m2となっている。

## 歴史
もとは江戸期より存在した武蔵国足立郡吉野領に属する今羽村であった。村高は正保年間の『武蔵田園簿』では197石余（田113石余、畑84石余）、『元禄郷帳』では211石余、『天保郷帳』では212石余であった。助郷は中山道大宮宿に出役していた。化政期の戸数は24軒で、村の規模は東西14町、南北18町余であった。周辺の村々からの悪水が集まりやすく大水や旱魃の両方に見舞われやすい場所であった。甘藷や紅花の栽培が盛んで甘藷は鴻巣宿、紅花は桶川宿へ出荷していた。
- 初めは知行旗本山田氏、後に幕府領となる[5]。検地時期は不明[9]。
- 1629年（寛永6年） - 見沼溜井が造成され、村内の耕地で水いかり（水没田）が生じる[5]。
- 1727年（享保12年）より見沼が干拓され[10]、翌年見沼代用水西縁が開削される。
- 1731年（享保16年）より見沼通船が開始、村内の芝川に今羽河岸が設置される[11][5]。荒川の平方河岸と同様に年貢米の津出しに利用された。
- 1828年（文政11年）より大宮宿寄場55か村組合に所属[5]。
- 幕末の時点では足立郡に属し、明治初年の『旧高旧領取調帳』の記載によると、代官・大竹左馬太郎支配所が管轄する幕府領、および小栗仁右衛門の知行[12]。
- 1868年（慶応4年）6月19日 - 幕府領が武蔵知県事・山田政則（忍藩士）の管轄となる。
- 1869年（明治2年） 
  - 1月13日 - 武蔵知県事・宮原忠英の管轄区域に大宮県を設置、同県の管轄となる。県庁は東京府馬喰町に置かれる。
  - 9月29日 - 県庁が浦和に置かれ浦和県に改称。
  - 12月2日 - 旗本領が上知され、浦和県の管轄となる（府藩県三治制も参照）。
- 1871年（明治4年）11月13日 - 第1次府県統合により埼玉県の管轄となる。
- 1879年（明治12年）3月17日 - 郡区町村編制法により成立した北足立郡に属す。郡役所は浦和宿に設置。
- 1889年（明治22年）4月1日 - 町村制施行に伴い、大和田村・砂村・土呂村・西本郷村・今羽村・堀崎村・島村が合併し、大砂土村が成立[5]。今羽村は大砂土村の大字今羽となる。
- 1940年（昭和15年）11月3日 - 北足立郡大宮町・三橋村・日進村・宮原村・大砂土村が合併し、大宮市が発足[13]。大宮市の大字となる。
- 1960年（昭和35年）2月1日 - 町名地番変更により、大字今羽から今羽町が成立[14]。これにより大字今羽は消滅[注釈 1]。
- 1962年（昭和37年）11月16日 - 吉野原工業団地の造成が完了する[16]。
- 1982年（昭和57年）
  - 6月23日 - 地内に東北新幹線が開業する。ただし地内に駅はなし。
  - 11月15日 - 地内に上越新幹線が開業する。ただし地内に駅はなし。
- 1983年（昭和58年）12月22日 - 地内に埼玉新都市交通伊奈線（ニューシャトル）が開業し、今羽町からほど近い吉野町一丁目に今羽駅・吉野原駅が開業する。
- 2001年（平成13年）5月1日 - 浦和市・大宮市・与野市が合併し、さいたま市が発足。同市の町丁となる。
- 2003年（平成15年）4月1日 - さいたま市が政令指定都市に移行し、同市北区の町丁となる。

### 今羽村に存在していた小字
- 丸山・領家谷津・平・横枕・薬師堂前[17]

## 世帯数と人口
2017年（平成29年）9月1日時点の世帯数と人口は、以下のとおりである。
| 町丁   | 世帯数    | 人口    |
| ------ | --------- | ------- |
| 今羽町 | 1,749世帯 | 3,946人 |

## 小・中学校の学区
市立小・中学校に通う場合、学区（校区）は以下のとおりとなる。
| 区域 | 小学校                 | 中学校                 |
| ---- | ---------------------- | ---------------------- |
| 全域 | さいたま市立泰平小学校 | さいたま市立泰平中学校 |

## 交通

### 鉄道
西部を東北新幹線・上越新幹線・埼玉新都市交通伊奈線（ニューシャトル）が通り、埼玉新都市交通伊奈線（ニューシャトル）の今羽駅・吉野原駅のホームがある（駅の所在地はいずれも吉野町一丁目）。最寄り駅は地点によって異なり、今羽駅または吉野原駅である。

### 道路
- 国道16号（東大宮バイパス） - 町域の最北端でかすめる。
- 埼玉県道35号川口上尾線（産業道路） - 今羽駅付近でわずかにかすめる。

## 施設
町域の北部は吉野原工業団地に掛かる。
- 大宮今羽町団地
- 今羽町自治会集会所
- 今羽住宅集会所
- さいたま市立泰平小学校
- さいたま市立泰平中学校
- 泰平保育園
- 雷電神社
- 熊野神社
- 浄土宗真福寺
- 今羽団地東公園
- 今羽団地中央公園
- 今羽団地西公園
- 今羽中公園